# The World and Elsewhere
The World and Elsewhere (с англ. — «Мир и другие места») — пятнадцатый студийный альбом британской рок-группы Smokie. Это первый альбом группы записанный с новым вокалистом Майком Крафтом. Также этот альбом стал последним с участием гитариста и сооснователя группы Алана Силсона, покинувшего её в 1996 году.

## Предыстория альбома
В 1995 году Smokie на волне успеха выступали в качестве хедлайнеров в турах по Европе. К сожалению, 19 марта по пути в аэропорт Дюссельдорфа туристический автобус вылетел за пределы дороги из-за сильной грозы. В автобусе было три участника группы: Алан Силсон, Терри Аттли и Алан Бартон. Алан Силсон и Терри Аттли получили сильные порезы и синяки. Однако травмы Алана Бартона были настолько серьёзными, что после 5 дней пребывания в реанимации он скончался. Группа столкнулась с самым большим кризисом в своей истории. Они потеряли не только замечательного фронтмена, но и очень дорогого друга. Они знали, что если не начнут работу над новым альбомом почти сразу, то никогда этого не сделают, а это будет означать конец Smokie. При помощи и поддержки фанатов и СМИ было принято решение продолжить. Вскоре должны были состояться прослушивания. Майка Крафта, друга группы, пригласили на прослушивание, и, сыграв всего одну песню, группа поняла, что Майк станет их новым фронтменом. Чувствовалось, что у Майка хватало силы, чтобы вывести группу на новый уровень.

## Список композиций
| №                   | Название                                                           | Автор(ы)                                   | Длительность |
| ------------------- | ------------------------------------------------------------------ | ------------------------------------------ | ------------ |
| 1.                  | «Rock 'n' Roll Rodeo»                                              | Алан Силсон                                | 4:31         |
| 2.                  | «Have You Ever Seen the Rain» (кавер Creedence Clearwater Revival) | Джон Фогерти                               | 4:17         |
| 3.                  | «Till Hell Freezes Over»                                           | Джеймс Хендерсон, Стив Пиннелл             | 4:05         |
| 4.                  | «Rose-A-Lee»                                                       | Силсон                                     | 3:45         |
| 5.                  | «Love Like a Rocket»                                               | Энди Ларг, Дэйв Пикелл                     | 4:34         |
| 6.                  | «I Can Be a Heartbreaker Too»                                      | Ли Джонсон, Томми Саттерфилд               | 4:17         |
| 7.                  | «Coming Home Tonight»                                              | Энди Мюррей, Мартин Буллард, Саймон Саксби | 3:50         |
| 8.                  | «Love Can Change Your Heart»                                       | Майк Крафт                                 | 5:01         |
| 9.                  | «Till You Follow Me»                                               | Буллард, Терри Аттли                       | 4:20         |
| 10.                 | «Last Train»                                                       | Хендерсон, Пиннелл                         | 4:42         |
| 11.                 | «When the Lightning Strikes»                                       | Хендерсон, Питер Тэйлор, Пиннелл           | 3:46         |
| 12.                 | «Steppin' on Seashells»                                            | Силсон                                     | 4:30         |
| 13.                 | «Where Sorry's Not Enough»                                         | Джон Фаррар, Стив Кипнер                   | 4:33         |
| 14.                 | «Tell Me Why»                                                      | Алан Бартон, Аттли                         | 4:40         |
| 15.                 | «Will You Still Love Me Tomorrow» (кавер The Shirelles)            | Джерри Гоффин, Кэрол Кинг                  | 4:05         |
| Общая длительность: | Общая длительность:                                                | Общая длительность:                        | 64:56        |

## Участники записи
- Майк Крафт — ведущий вокал, ритм-гитара
- Алан Силсон — гитара, бэк-вокал, ведущий вокал в «Steppin' on Seashells»
- Терри Аттли — бас-гитара, бэк-вокал, ведущий вокал в «Till You Follow Me»
- Мартин Буллард — клавишные, оркестровка
- Стив Пиннелл — ударные, перкуссия[3]

### Приглашённые музыканты
- Ойвинд Угаард — аккордеон в «Rose-A-Lee»

### Производство
- Саймон Хёмфри — продюсер
- Оли Поульсен — микширование
- Ким Эскесен — ассистент звукоинженера

## Чарты
| Чарт (1995—1996)                   | Высшая позиция |
| ---------------------------------- | -------------- |
| Norwegian Albums (VG-lista)        | 8              |
| German Albums (Offizielle Top 100) | 77             |
| Swedish Albums (Sverigetopplistan) | 56             |
| Swiss Albums (Schweizer Hitparade) | 41             |